# Heather Graham Pozzessere
Heather Graham Pozessere (legismertebb nevén Heather Graham) (Miami-Dade megye, Florida, 1953. március 15. –) amerikai írónő, főképpen történelmi szerelmes regényeket ír, de számos más műfajban is jelent meg könyve (fikció, thriller, krimi). Saját neve mellett a Shannon Drake írói álnevet is használja; ezen a néven írt könyvei Magyarországon Heather Graham név alatt jelentek meg. Több mint száz könyvet írt, melyeket húsznál is több nyelvre fordítottak le.

## Élete
Heather Graham néven született Floridában. Nem sokkal a középiskola elvégzése után ment férjhez Dennis Pozessere-hez. A University of South Florida egyetemen színház szakon végzett. Dolgozott színházban, háttérénekesként és bárban is. Harmadik gyermeke születése után döntött úgy, hogy nem megy dolgozni többé. Hogy kitöltse az időt, horrortörténeteket és szerelmes regényeket kezdett írni. Két évvel később, 1982-ben sikerült eladnia az első regényét, When Next We Love címmel.
Azóta több mint száz regényt és novellát írt. Leginkább romantikus történeteket ír, történelmi vagy modern környezetbe helyezve, de van vámpír- és karácsonyi története is. Több kiadónak is dolgozott, köztük a Dellnek, a Silhouette-nek és a Harlequinnek. 2003-ban a Romance Writers of America (Amerika Romantikus Írói Társaság) életműdíjjal jutalmazta.
Férjével és öt gyermekével Floridában él; képzett búvár.

## Művei
- Az álarcos (Wicked, 2005)
- Házaspárbaj (Double Entendre, 1986)
- Förgeteg (Snowfire, 1991)
- Rajzold le holtan! (Picture me Dead)
- Halálos sorozat (új kiadásban: Hollywoodi románc) (Long, Lean and Lethal)
- Halál a táncparketten (Dead on the Dance Floor)
- Kék ég, sötét éj (Blue Heaven/Black night)
- Jó szerencsét! (Forbidden fire)
- Az ördög kedvese (Devil's mistress)
- Az észak-amerikai asszonyok sorozat
  - Édes, vad éden (Sweet, Savage Eden)
  - A kalóz kedvese (The pirate's pleasure)
  - Lázadó lélek (Love Not a Rebel)
- A Florida sorozat
  - A szökevény (Runaway)
  - A fogoly (Captive)
  - A lázadó (Rebel)
  - Az ellenség (Surrender)
  - A boszorkány (Glory)
  - Diadal (Triumph)
- A Viking trilógia
  - A hódító viking (Golden Surrender)
  - A viking asszonya (The Viking's Woman)
  - Farkasok ura (Lord of the wolfes)
- A holnap dicsősége (Tomorrow the glory)
- A Cameron testvérek sorozat
  - A kékkabátos (One Wore Blue)
  - A szürkekabátos (One Wore Grey)
  - Irány a Nyugat! (And One Rode West)
- A tűz hercegnője (Princess of Fire)
- A Graham széria
  - Eljő a reggel (Come the Morning)
  - Hódító az éjszakából (Conquer the Night)
  - Derengő hajnal (Seize the Dawn)
  - Ondine (Ondine)
  - Örök szerelem (Every Time I Love You)
  - Rózsák között (Lie Down in Roses)
  - Szerelem és viszály (The King's Pleasure)
  - Távoli menedékhely (Angel of Mercy)
  - Csillag a sötét égen (The Christmas Bride)
- Romantikus krimik 
  - Haláli pasi (Drop Dead Gorgeous)
  - Mindent a szerelemért (For All of Her Life)
  - New Orleans-i éjszakák
  - Szunnyadó parázs
  - Trópusi éjszakák (Night, Sea and Stars)

## Magyarul megjelent művei
- A viking asszonya; ford. Kisné Kálmánczhey Ágnes; Hajja és Fiai, Debrecen, 1992
- A szürkekabátos; ford. Bozsó Zoltán et al; Hajja és Fiai (Phoenix Könyvek), Debrecen, 1992
- A kékkabátos; ford. Boruzs Erika et al; Hajja és Fiai (Phoenix Könyvek), Debrecen, 1992
- A kalóz kedvese; ford. Boruzsné Jacsmenik Erika; Hajja és Fiai, Debrecen, 1993
- Édes vad éden; ford. Boruzsné Jacsmenik Erika; Hajja és Fiai, Debrecen, 1993
- Irány a Nyugat!; ford. Pintér Zsuzsanna; Hajja és Fiai (Phoenix Könyvek), Debrecen, 1993
- Örök szerelem. Szonettkoszorú; ford. Boruzsné Jacsmenik Erika; Hajja és Fiai (Phoenix Könyvek), Debrecen, 1993
- A hódító viking;  Hajja és Fiai (Phoenix Könyvek), Debrecen, 1993
- Farkasok Ura; ford. Vágó Tímea; Hajja és Fiai, Debrecen, 1994
- Lázadó lélek; ford. Boruzsné Jacsmenik Erika; Hajja és Fiai (Hati Könyvek), Debrecen, 1994
- Az ördög kedvese; ford. Vágó Tímea; Hajja és Fiai (Hati Könyvek), Debrecen, 1994
- Szunnyadó parázs; ford. Végh Péter; Hajja és Fiai, Debrecen, 1995
- Csillag a sötét égen; ford. Tapodi Rika; Harlequin, Budapest, 1996 (Júlia)
- Mindent a szerelemért; ford. Csontos Pál, Makray Réka; Hajja és Fiai, Debrecen, 1996
- A szökevény; ford. Szaffkó Péter; Hajja és Fiai, Debrecen, 1996
- A fogoly; ford. Vágó Tímea; Hajja és Fiai, Debrecen, 1997
- Szerelem és viszály; ford. Prácser Hajnalka; Hajja és Fiai, Debrecen, 1998
- New Orleans-i éjszakák; Hajja és Fiai, Debrecen, 1998
- Az ellenség; Hajja és Fiai, Debrecen, 1998
- A lázadó; ford. Fekete Annamária; Hajja és Fiai, Debrecen, 1998
- Rózsák között; ford. Kozsup István; Hajja és Fiai, Debrecen, 1998
- A holnap dicsősége; ford. Fekete Annamária; Hajja és Fiai, Debrecen, 1998
- Távoli menedékhely; ford. Bakay Dóra; Harlequin, Budapest, 1998 (Bianca)
- A tűz hercegnője; ford. Vágó Tímea; Hajja és Fiai, Debrecen, 1999
- Trópusi éjszakák; ford. Prácser Hajnalka; Hajja és Fiai, Debrecen, 1999
- A boszorkány; ford. Szaffkó Péter; Hajja és Fiai, Debrecen, 2000
- Haláli pasi; Hajja és Fiai, Debrecen, 2000
- Ondine; ford. Vágó Tímea; Hajja és Fiai, Debrecen, 2000
- Hódító az éjszakából; Hajja és Fiai, Debrecen, 2001
- Eljő a reggel; ford. Szaffkó Péter; Hajja és Fiai, Debrecen, 2001
- Derengő hajnal; ford. Jászberényi István; Hajja és Fiai, Debrecen, 2002
- Halálos sorozat; ford. Lukács Lászlóné; Hajja és Fiai, Debrecen, 2002
- Diadal; ford. Lukács Lászlóné; Hajja és Fiai, Debrecen, 2002
- Kék ég, sötét éj; ford. Jászberényi István; Hajja és Fiai, Debrecen, 2004
- Jó szerencsét!; ford. Várnai Péter; Harlequin, Budapest, 2004 (Arany széphistória)
- Halál a táncparketten; ford. Hanny Norbert; Harlequin, Budapest, 2005 (A New York Times sikerszerzője)
- Hollywoodi románc; ford. Kovács Erzsébet; General Press, Budapest, 2007 (Romantikus regények)
- Házaspárbaj / Förgeteg; ford. Várnai Péter; Harlequin, Budapest, 2008 (A New York Times sikerszerzője)
- Rajzold le holtan!; ford. Várnai Péter; Harlequin, Budapest, 2008 (A New York Times sikerszerzője. Krimi)
- Az álarcos; ford. Várnai Péter; Harlequin, Budapest, 2009 (Arany széphistória)
- Elcsábítva; ford. Szabó Júlia; Harlequin, Budapest, 2010 (Arany széphistória)
- Örök szerelmem; ford. Várnai Péter; Harlequin, Budapest, 2010 (Júlia különszám)
- Veszélyes éden; ford. Várnai Péter; Harlequin, Budapest, 2010 (Romana különszám)
- A vakmerő; ford. Szabó Júlia; Harlequin, Budapest, 2010 (Arany széphistória)
- Kölcsönzött angyal; ford. Várnai Péter; Harlequin, Budapest, 2010 (Romana különszám)
- A holnap dicsősége; ford. Fekete Annamária; Hajja és Fiai, Debrecen, 2012

## Fordítás
- Ez a szócikk részben vagy egészben  a   Heather Graham Pozzessere című angol Wikipédia-szócikk fordításán alapul.  Az eredeti cikk szerkesztőit annak laptörténete sorolja fel. Ez a jelzés csupán a megfogalmazás eredetét és a szerzői jogokat jelzi, nem szolgál a cikkben szereplő információk forrásmegjelöléseként.